# 백제-북위 전쟁
백제-북위 전쟁은 백제와 북위 사이에 벌어진 전쟁이다.

## 배경
고구려는 옥저를 침공하여 점령하였고, 이후 동예를 속국으로 삼고 백제를 위협해왔었다. 백제는 고구려를 견제하기 위해 당시 고구려의 속국이었던 신라와 동맹관계(나제동맹)를 맺는다. 472년, 백제 개로왕은 북위의 헌문제에게 고구려 침공을 여러번 요청했으나 이러한 협상은 번번히 결렬되었고, 개로왕은 북위에게 보내던 조공을 중단하였다.

## 전쟁
484년, 북위가 백제를 침공하기 시작함과 거의 동시에 장수왕도 고구려 군대를 남진시켰다. 그러나 고구려 군대는 모산성에서 나제 동맹 군대에게 대패하였다.
488년, 북위가 다시 백제를 침공하였으며, 489년에 장수왕은 또다시 신라를 침공해서 과현 지역까지 진군하였고 신라의 호산성을 함락시켰다.
490년, 북위가 또 다시 백제를 침공했으나 사법명, 찬수류, 해례곤, 목간나 등에 의해 수십만 기병을 잃었다. 그리고 491년, 장수왕은 98세의 나이에서 사망하였다.

## 참고 문헌
- https://www.goodmorningcc.com/news/articleView.html?idxno=303347